# 薩米旗
萨米旗是一面用于代表北欧斯堪的那维亚与科拉半岛的原住民萨米人以及萨米地区的旗帜。第一面萨米旗由一名萨米人艺术家Synnøve Persen于1977年设计，现行的萨米旗于1986年8月15日第13届萨米会议上正式启用。

## 历史
第一面萨米旗由一名萨米艺术家Synnøve Persen于1977年设计。1986年8月15日，第13届萨米会议正式决定采用现行的萨米旗图案。相比1977年的第一面萨米旗，原本的配色方案基本得到保留，但加上了常出现在南部萨米人传统服装上的绿色。旗帜上的圆环常常出现在萨米人的传统鼓皮上，代表太阳和月亮。萨米旗上圆环的蓝色部分和红色部分分别代表月亮和太阳。现行的萨米旗彩通配色是：红485C、绿356C、黄116C、蓝286C。
现行的萨米旗图案同样有19世纪萨米诗歌《太阳之子》（Päiven parneh）中的意象。这首诗歌由一名萨米新教牧师创作，诗歌中称萨米人是太阳的后代。